# Standbeeld van Ary Scheffer
Het standbeeld van Ary Scheffer in de stad Dordrecht, in de Nederlandse provincie Zuid-Holland, is een rijksmonument.

## Achtergrond
De romantische schilder Ary Scheffer (1795-1858) woonde en werkte in Frankrijk. Na zijn overlijden wilde men in zijn geboorteplaats Dordrecht een monument voor hem oprichten.
Frédéric Auguste Bartholdi, die later het Vrijheidsbeeld zou ontwerpen, maakte een eerste ontwerp. Zijn werk viel echter niet in de smaak viel bij Scheffers dochter Cornelia, die het te weinig vond lijken. Zij maakte daarop samen met Joseph Mezzara, een van haar vaders leerlingen, een nieuw ontwerp. Er werd geld ingezameld voor het monument en ook koning Willem III leverde een bijdrage. Het werd het eerste monument voor een eigentijdse kunstenaar in Nederland.
Het beeld werd gegoten bij Eck en Durand in Parijs en via het spoor naar Nederland vervoerd. Op 8 mei 1862 vond de onthulling plaats, in aanwezigheid van beeldhouwer Mezzara en gasten uit binnen- en buitenland, waaronder commissaris des konings James Loudon, burgemeester Verhoeven, de historicus Henri Martin en filosoof Ernest Renan. Cornelia Scheffer kon wegens ziekte niet aanwezig zijn.

## Beschrijving

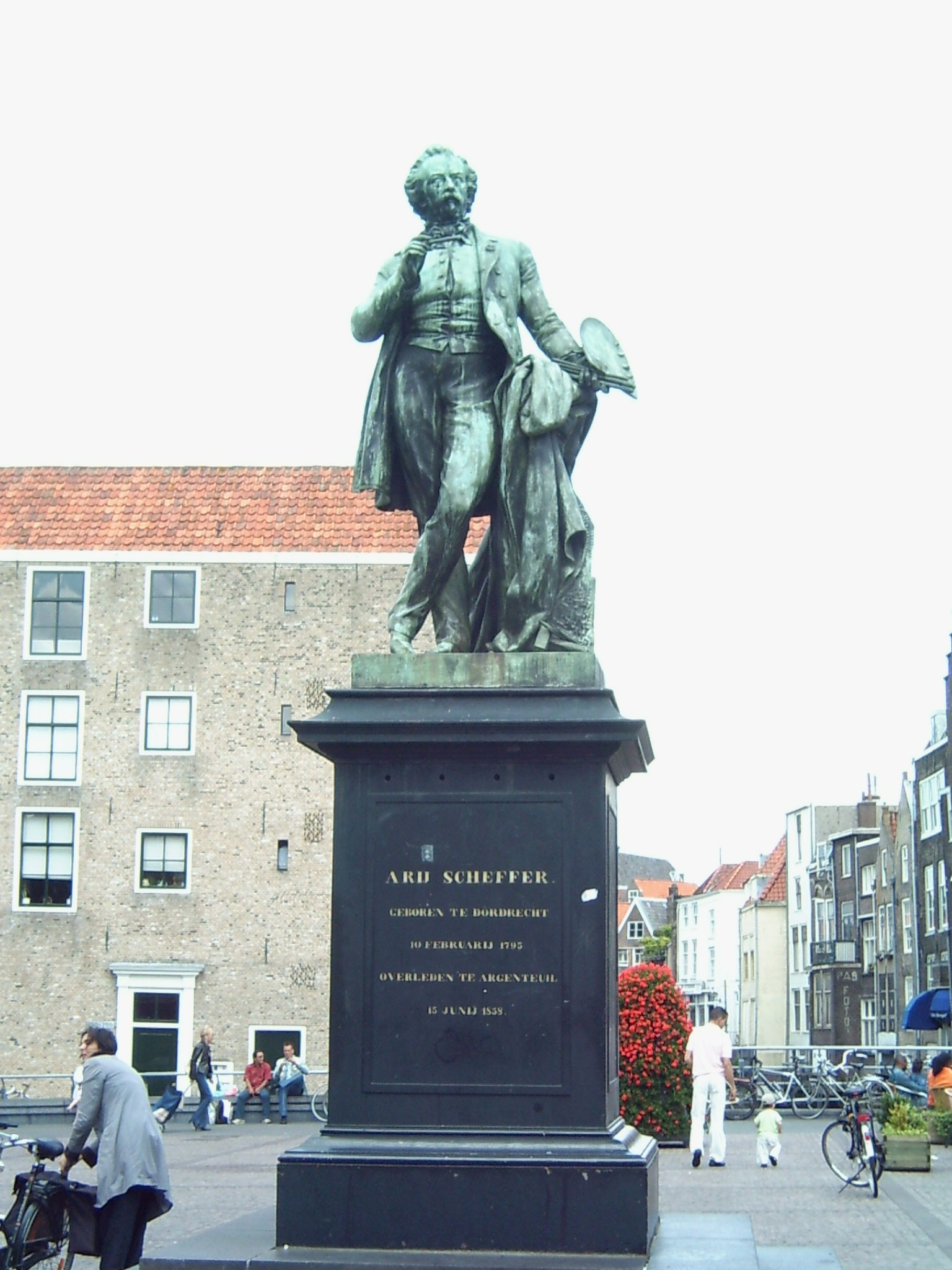
Vooraanzicht

Het monument bestaat uit een 2,65 m hoog bronzen standbeeld van de schilder. Hij is geplaatst in een staande pose, met zijn benen gekruist, leunend op een meubel aan zijn linkerkant. Hij houdt één penseel in zijn rechterhand en een palet met een aantal penselen in zijn linkerhand. Het beeld staat op een ijzeren sokkel. Een inscriptie aan de voorzijde vermeldt:

ARIJ SCHEFFER
GEBOREN TE DORDRECHT
20 FEBRUARIJ 1795
OVERLEDEN TE ARGENTEUIL
15 JUNIJ 1858

## Monumentenstatus
Het monument werd in 2001 ingeschreven in het monumentenregister vanwege onder andere de "cultuurhistorische waarde als een herinnering aan een beeldend kunstenaar van internationale faam, en heeft kunsthistorische waarde als voorbeeld in de ontwikkeling van de monumentale beeldhouwkunst in Nederland als een in de tweede helft van de negentiende eeuw opgericht standbeeld voor een contemporain kunstenaar."